# فارست لی
فارست لی (انگلیسی: Forrest Li؛ زادهٔ ۱۹۷۷/۱۹۷۸ (۴۶–۴۷ سال)) کارآفرین و اهالی کسب‌وکار اهل چین است، که در سال ۲۰۰۹ شرکت سی لیمیتد را تأسیس کرد.